# Jan Lindroth
Jan Axel Arne Lindroth, född 23 februari 1940 i Stockholm,  är en svensk idrottshistoriker. Han är son till Arne Lindroth, brorson till Sten Lindroth och kusin till Bengt Lindroth.

## Vetenskaplig karriär
År 1992 tillträdde Lindroth en professur i historia på Stockholms universitet i ”historia, särskilt idrottshistoria” en tjänst då utan motsvarighet i Norden. Han har en omfattande egen vetenskaplig produktion inom det idrottshistoriska fältet – med tonvikt på den svenska idrottens tidiga utveckling under slutet av 1800-talet och början av 1900-talet. Lindroth tjänstgjorde i Riksarkivet 1967-1992. 